# Atab
Atab (A-ba) va ser el desè rei de la primera dinastia de Kish a Sumer segons esmenta la llista de reis sumeris. Va regnar en una època posterior al diluvi (que es data cap a l'any 2900 aC).
La llista li assigna un mític regnat de 600 anys. Va ser el primer rei conegut a qui va succeir primer el seu fill i després el seu net, cosa que en fa el primer cas documentat de transmissió hereditària del poder.